# Inpa
Inpa is een geslacht van kevers uit de familie van de loopkevers (Carabidae). De wetenschappelijke naam van het geslacht is voor het eerst geldig gepubliceerd in 1978 door Erwin.

## Soorten
Het geslacht Inpa is monotypisch en omvat slechts de volgende soort:
- Inpa psydroides Erwin, 1978